# 2025年列支敦士登大选
2025年列支敦士登大选（英語：2025 Liechtenstein General Election）于2025年2月9日在列支敦士登举行，这次选举的目的是选出列支敦士登议会全部25个议员席位。在本次选举中，爱国联盟赢得10个席位，进步公民党赢得7席，为历来最差。民主党赢得6席，是列支敦士登历史上第三党赢得的最多席位。自由名单赢得2席。
现任首相丹尼尔·里施不寻求连任。 爱国联盟提名布丽吉特·哈斯为首相，进步公民党则提名恩斯特·瓦尔奇。民主党提名托马斯·雷哈克和埃里希·哈斯勒为政府候选人，为该党第一次这么做。
选后，布丽吉特·哈斯被推定为首相，并将成为第一位女性政府首脑。爱国联盟主席托马斯·茨魏弗霍费尔表示希望与进步公民党就组织新的联合政府展开谈判。

## 背景
在2021年列支敦士登大选中，爱国联盟和进步公民党各赢得10席。两党组成联合政府，由爱国联盟的丹尼尔·里施出任首相。自由名单和民主党分别赢得12.9%和11.1%的选票。2022年，一个新的政党，人在中心宣布成立。

## 选举方式
列支敦士登议会共计有25名议员席位，分为两大选区采用开放名单的比例代表制进行选举；其中高地选区拥有15个议员席位，而低地选区拥有10个议员席位。选民首先给自己支持的政党投票，然后可以从政党的提名人列表中剔除自己不支持的提名人并从其他政党的提名人列表中补足自己的名单。赢得议员席位的选票门槛为8%。列支敦士登议会的议员任期为4年。
当新一届列支敦士登议会成立后，就由议会议员选举新一届列支敦士登政府的首相。而首相选举出来之后，他会从议员中任命四名内阁成员而组成新一届政府。
法律规定大选的投票是强制性的，而大多数投票是通过邮寄选票而参与，因为投票站只在投票日只开放一个半小时。所有年满18周岁的列支敦士登公民，只要在选举日前在列支敦士登居住满1个月即自动拥有投票权。
2024年2月25日，列支敦士登选民在公投中被问及政府成员是否应直接选举产生，该提案如果成功，将影响2025年大选。然而，提案被选民否决了。

## 选举结果
爱国联盟赢得38.3%的选票，比2021年的表现多出2.7%，守住全部10席议员席位。进步公民党赢得27.5%，较2021年少8.4%，赢得7席，丢失3席。这也是进步公民党历来最差的表现。民主党得票率由11.1%上升至23.3%，赢得6席，比上一次多出4席，成为列支敦士登历史上第三党赢得的最多席次。自由名单赢得10.9%，较2021年少2%，赢得2席，丢失1席。
选民总共投出了16,171张选票，投票率为76.3%。大多数选票（97%）是通过邮寄投出的。
| 每個市鎮中各政黨總席次 議會席次 | 每個市鎮中各政黨總席次 議會席次 | 每個市鎮中各政黨總席次 議會席次 | 每個市鎮中各政黨總席次 議會席次 | 每個市鎮中各政黨總席次 議會席次 | 每個市鎮中各政黨總席次 議會席次 |
| 政党                            | 政党                            | 票数                            | %                               | 席数                            | +/–                             |
| ------------------------------- | ------------------------------- | ------------------------------- | ------------------------------- | ------------------------------- | ------------------------------- |
|                                 | 爱国联盟                        | 79,478                          | 38.32                           | 10                              | 0                               |
|                                 | 列支敦士登进步公民党            | 56,983                          | 27.48                           | 7                               | –3                              |
|                                 | 列支敦士登民主党                | 48,370                          | 23.32                           | 6                               | +4                              |
|                                 | 自由名单                        | 22,549                          | 10.87                           | 2                               | –1                              |
| 总共                            | 总共                            | 207,380                         | 100.00                          | 25                              | 0                               |
|                                 |                                 |                                 |                                 |                                 |                                 |
| 有效票数                        | 有效票数                        | 15,748                          | 97.38                           |                                 |                                 |
| 无效及空白票数                  | 无效及空白票数                  | 423                             | 2.62                            |                                 |                                 |
| 总票数                          | 总票数                          | 16,171                          | 100.00                          |                                 |                                 |
| 已登记选民／投票率              | 已登记选民／投票率              | 21,183                          | 76.34                           |                                 |                                 |
| 资料来源：Landtagswahlen 2025   |                                 |                                 |                                 |                                 |                                 |